# Judo-Juniorenweltmeisterschaften
Die Judo-Juniorenweltmeisterschaften oder auch U21-Weltmeisterschaften sind ein seit 1974 stattfindendes Sportereignis. Sie sind die höchste Ebene des internationalen Judo-Wettbewerbs für Personen unter 21 Jahren. Sie werden jährlich von der International Judo Federation abgehalten. In Jahren, in denen die Olympischen Sommerspiele stattfinden, findet für gewöhnlich keine Weltmeisterschaft statt. Es dürfen maximal zwei pro Gewichtsklasse und nicht mehr als zehn männliche und zehn weibliche Athleten pro Nation teilnehmen. Die acht Besten pro Gewichtsklasse aus der Junioren-Weltrangliste sind gesetzt. 1990 gab es erstmals auch Frauen-Wettkämpfe.

## Wettkämpfe
| Jahr | Zeitraum               | Gastgeber                               | Halle                          | Nationen | Athleten |
| ---- | ---------------------- | --------------------------------------- | ------------------------------ | -------- | -------- |
| 1974 | 14.–15. September 1974 | Brasilien, Rio de Janeiro               |                                |          |          |
| 1976 | 18.–19. Dezember 1976  | Spanien, Madrid                         |                                |          |          |
| 1983 | 10.–12. Juni 1983      | Puerto Rico, Mayaguez                   |                                | 22       | 100      |
| 1986 | 11.–13. April 1986     | Italien, Rom                            | Palazzo dello Sport            | 38       | 178      |
| 1990 | 30. März–1. April 1990 | Frankreich, Dijon                       |                                |          |          |
| 1992 | 8.–11. Oktober 1992    | Argentinien, Buenos Aires               |                                |          |          |
| 1994 | 3.–6. November 1994    | Ägypten, Kairo                          |                                |          |          |
| 1996 | 3.–6. Oktober 1996     | Portugal, Porto                         |                                |          |          |
| 1998 | 8.–11. Oktober 1998    | Kolumbien, Cali                         |                                |          |          |
| 2000 | 26.–29. Oktober 2000   | Tunesien, Nabeul                        |                                | 65       | 435      |
| 2002 | 12.–15. September 2002 | Südkorea, Jejudo                        |                                |          |          |
| 2004 | 14.–17. Oktober 2004   | Ungarn, Budapest                        |                                | 61       | 396      |
| 2006 | 12.–15. Oktober 2006   | Dominikanische Republik, Santo Domingo  |                                |          |          |
| 2008 | 23.–26. Oktober 2008   | Thailand, Bangkok                       |                                |          |          |
| 2009 | 22.–25. Oktober 2009   | Frankreich, Paris                       | Stade Pierre de Coubertin      |          |          |
| 2010 | 21.–24. Oktober 2010   | Marokko, Agadir                         | „Al Inbiâat“-Sporthalle        | 78       | 597      |
| 2011 | 3.–6. November 2011    | Südafrika, Kapstadt                     |                                | 75       | 567      |
| 2013 | 23.–26. Oktober 2013   | Slowenien, Ljubljana                    |                                | 89       | 726      |
| 2014 | 22.–25. Oktober 2014   | Vereinigte Staaten, Fort Lauderdale     |                                | 72       | 518      |
| 2015 | 23.–26. Oktober 2015   | Vereinigte Arabische Emirate, Abu Dhabi |                                | 81       | 555      |
| 2017 | 18.–22. Oktober 2017   | Kroatien, Zagreb                        | Dom Sportova                   | 83       | 590      |
| 2018 | 17.–21. Oktober 2018   | Bahamas, Nassau                         | Imperial Arena                 | 66       | 425      |
| 2019 | 16.–20. Oktober 2019   | Marokko, Marrakesch                     | Zelt vorm Hôtel Mogador Kasbah | 81       | 517      |
| 2021 | 6.–10. Oktober 2021    | Italien, Olbia                          | Geopalace                      | 72       | 492      |
| 2022 | 10.–14. August 2022    | Ecuador, Guayaquil                      | Arena Fedeguayas VPP           | 63       | 373      |
| 2023 | 4.–8. Oktober 2023     | Portugal, Odivelas                      | Pavilhão Multiusos de Odivelas | 68       | 541      |
| 2024 | 2.–6. Oktober 2023     | Turkmenistan, Aşgabat                   | Kasri Tennis Arena             | 67       | 531      |

## Mannschaftswettkampf
Seit 2013 finden am letzten Tag der Wettkämpfe auch Mannschaftswettkämpfe statt. Seit 2017 finden diese in einem Mixed Team Format statt, da dies zu den Olympischen Spielen 2020 eingeführt werden sollte und die Weltmeisterschaften dem gleichen Format entsprechen sollten. Dabei werden die drei unteren Gewichtsklassen (– 53 kg; – 70 kg; + 70 kg) durch weibliche Judoka besetzt und die drei oberen Gewichtsklassen (–73 kg; –90 kg; +90 kg) durch männliche Judoka besetzt.